# Imperio de Gaza

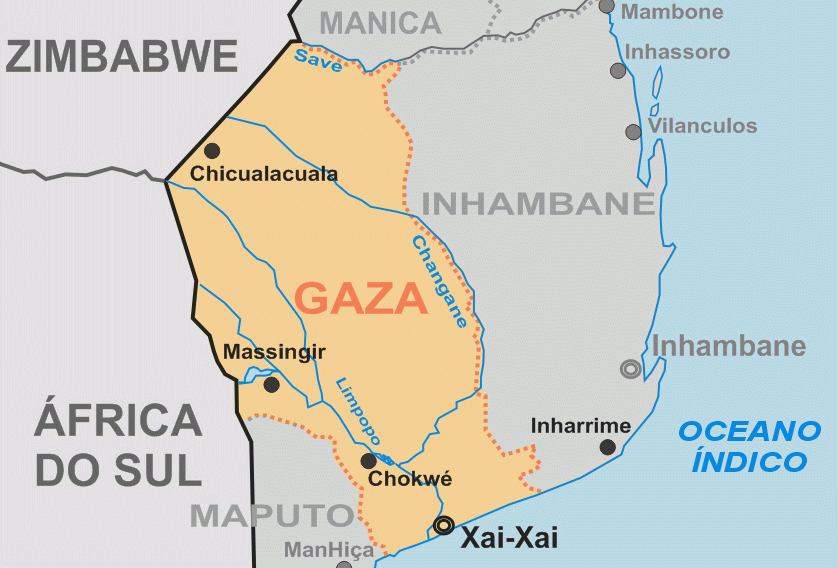
Un mapa mostrando la actual provincia de Gaza, que se corresponde con los límites del antiguo imperio de Gaza.

El imperio de Gaza (1824-1895) fue un Estado africano establecido por el líder Soshangane tras el Mfecane. Se ubicó en el sudeste de África, en el área del sur de Mozambique y el sudeste de Zimbabue. El imperio de Gaza, en su apogeo en la década de 1860, cubrió todo Mozambique entre los ríos Zambezi y Limpopo.

## Extensión
El imperio de Gaza comprendía partes de lo que ahora es el sureste de Zimbabue, y se extiende desde el río Sabi hasta el sur de Mozambique, cubriendo partes de las actuales provincias de Sofala, Manica, Inhambane, Gaza y Maputo y las partes vecinas del sur África. Dentro del área englobada por el Imperio de Gaza, los ejércitos Ngoni invadieron el norte y establecieron estados militares poseedores de ganado a lo largo de los bordes de las tierras altas de Mozambique. Aunque no se encuentra dentro de las fronteras de la actual Mozambique, estos estados militares no obstante sirvieron como bases efectivas para las incursiones en Mozambique.

## Historia

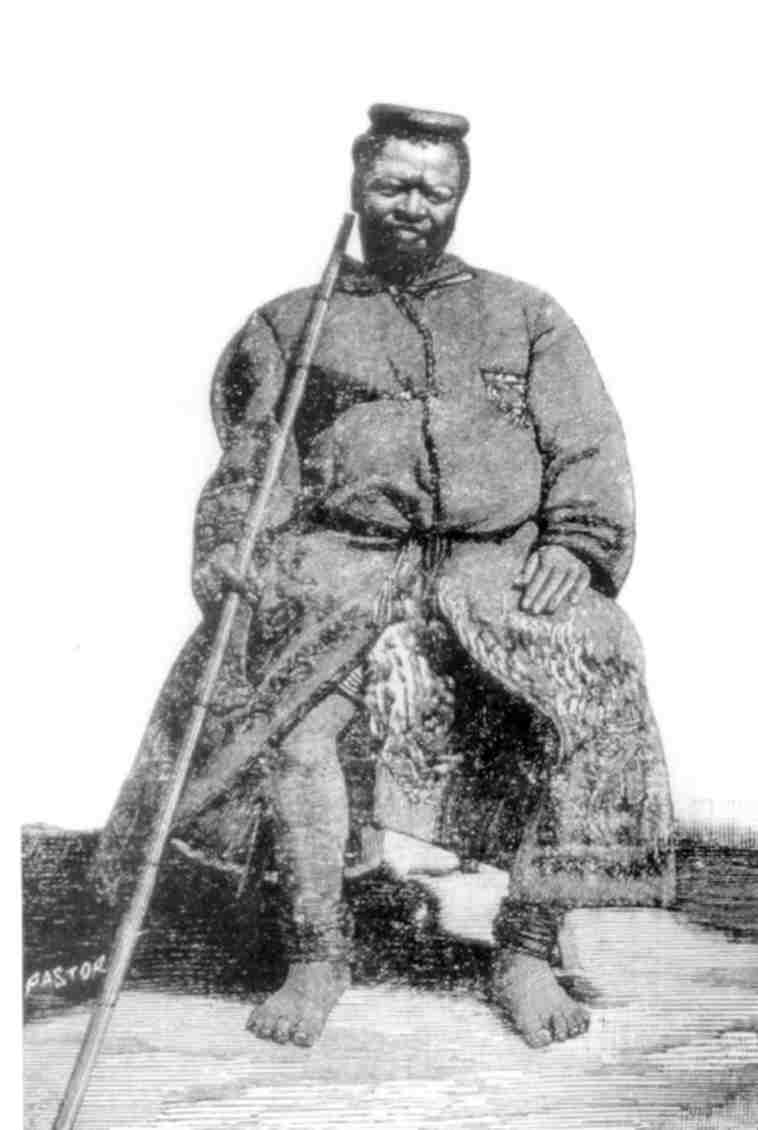
Ngungunhane, el último emperador dinástico del Imperio de Gaza.

En la década de 1820, durante un período de sequía extrema, los ejércitos Ngoni, y pueblos Ngoni del sur (Xhosa) y especialmente Ngoni de norte (Zulú, Swazi, Shangani, Gaza, Matabele o Ndebele y Ngoni) que hablan idiomas bantúes relacionados y que actualmente habitan el sudeste de África desde la provincia del Cabo hasta el sur de Mozambique, comenzaron a emigrar a Mozambique desde lo que ahora es Sudáfrica. Un jefe Ngoni, Nxaba, estableció un reino efímero en el interior desde Sofala, pero en 1837 fue derrotado por Soshangane, un poderoso rival. Eventualmente, Soshangane estableció su capital en las tierras altas del río Sabi medio, en lo que hoy es Zimbabue. Soshangane nombró a su imperio “Gaza” en referencia a su abuelo.
Soshangane extendió su control sobre el área entre los ríos Komati y Zambezi, incorporando a los pueblos locales Tsonga y Shona en su Reino. Las oleadas de grupos armados interrumpieron tanto el comercio como la producción diaria en toda el área. Dos grupos, el Jere bajo Zwangendaba y el Ndwandwe (ambos más tarde conocidos como Ngoni) bajo Soshangane, arrasaron Mozambique. El grupo de Zwangendaba continuó hacia el norte a través del Zambeze, estableciéndose al oeste de Mozambique contemporáneo, pero el grupo de Soshangane cruzó el Limpopo hacia el sur.
Otro ejército, al mando de Dingane y Mhlangana fue enviado por Shaka para tratar con Soshangane, pero el ejército sufrió grandes penalidades debido al hambre y la malaria y Soshangane no tuvo dificultad en expulsarlos, hacia finales de 1828. Durante todo este período turbulento, a partir de 1830, grupos de hablantes de Tsonga se desplazaron hacia el sur y derrotaron a grupos más pequeños.
Soshangane murió en 1856 y hubo una amarga lucha por el poder entre sus hijos Mawewe y Mzila. Con la ayuda de Portugal, Mzila finalmente ganó el poder en 1861 y gobernó hasta 1884. El nieto de Soshangane, Gungunyana, tomó el imperio de Gaza de su padre Mzila y trasladó la capital hacia el sur, a Manjakazi, lo que lo acercó más a los portugueses.
Con la prolongada sequía, el ascenso de Gaza, el dominio del comercio de esclavos y la expansión del control portugués en el Valle de Zambezi, los otrora poderosos caciques africanos de la región de Zambezi declinaron. En su lugar, los señores de la guerra del valle establecieron fortalezas fortificadas en la confluencia de los ríos principales, donde levantaron ejércitos privados y asaltaron a los esclavos en el interior. El más poderoso de estos señores de la guerra fue Manuel António de Sousa, también conocido como Gouveia, un colono de la India portuguesa, que a mediados del siglo XIX controlaba la mayor parte del valle del sur de Zambezi y una gran franja de tierra al sur. Al norte de Zambezi, los comerciantes de esclavos islámicos subieron al poder desde su base en Angoche, y los jefes de Yao del norte emigraron al sur a las tierras altas a lo largo del río Shire, donde establecieron su poder militar.